# Singapore Cup 2025
Der Singapore Cup 2025 war die 25. Austragung des Fußball-Pokalwettbewerbs für singapurische Vereinsmannschaften. In dieser Saison nahmen insgesamt zehn Mannschaften teil, davon neun aus der singapurischen ersten Liga sowie der BG Pathum United FC aus Thailand. Das Spiel um Platz drei wurde nicht ausgetragen. Titelverteidiger waren die Lion City Sailors.

## Teilnehmer
| Gruppe A                                                                                       | Gruppe B |
| - Brunei DPMM FC - Albirex Niigata (Singapur) - Hougang United - Tampines Rovers - Young Lions | - BG Pathum United FC - Balestier Khalsa - Lion City Sailors - Tanjong Pagar United - Geylang International |

## Gruppenphase

### Gruppe A

#### Tabelle
| Pl. | Verein                     | Sp. | S | U | N | Tore    | Diff. | Punkte |
| --- | -------------------------- | --- | - | - | - | ------- | ----- | ------ |
| 1.  | Tampines Rovers            | 4   | 3 | 1 | 0 | 012:400 | +8    | 10     |
| 2.  | Brunei DPMM FC             | 4   | 2 | 1 | 1 | 007:700 | ±0    | 07     |
| 3.  | Young Lions                | 4   | 2 | 0 | 2 | 011:700 | +4    | 06     |
| 4.  | Hougang United             | 4   | 2 | 0 | 2 | 008:100 | −2    | 06     |
| 5.  | Albirex Niigata (Singapur) | 4   | 0 | 0 | 4 | 004:140 | −10   | 0      |

#### Spiele
| Datum            |                            | Ergebnis |                            |
| ---------------- | -------------------------- | -------- | -------------------------- |
| 1. Februar 2025  | Albirex Niigata (Singapur) | 1:2      | Hougang United             |
| 1. Februar 2025  | Tampines Rovers            | 1:1      | Brunei DPMM FC             |
| 15. Februar 2025 | Albirex Niigata (Singapur) | 1:2      | Tampines Rovers            |
| 15. Februar 2025 | Young Lions                | 0:2      | Brunei DPMM FC             |
| 1. März 2025     | Hougang United             | 0:3      | Young Lions                |
| 3. März 2025     | Brunei DPMM FC             | 3:1      | Albirex Niigata (Singapur) |
| 15. März 2025    | Brunei DPMM FC             | 1:5      | Hougang United             |
| 16. März 2025    | Tampines Rovers            | 4:1      | Young Lions                |
| 28. März 2025    | Young Lions                | 7:1      | Albirex Niigata (Singapur) |
| 29. März 2025    | Hougang United             | 1:5      | Tampines Rovers            |

### Gruppe B

#### Tabelle
| Pl. | Verein                | Sp. | S | U | N | Tore    | Diff. | Punkte |
| --- | --------------------- | --- | - | - | - | ------- | ----- | ------ |
| 1.  | Lion City Sailors     | 4   | 3 | 1 | 0 | 012:400 | +8    | 10     |
| 2.  | BG Pathum United FC   | 4   | 2 | 2 | 0 | 007:500 | +2    | 08     |
| 3.  | Balestier Khalsa      | 4   | 2 | 0 | 2 | 010:100 | ±0    | 06     |
| 5.  | Tanjong Pagar United  | 4   | 1 | 0 | 3 | 003:900 | −6    | 03     |
| 4.  | Geylang International | 4   | 0 | 1 | 3 | 007:110 | −4    | 01     |

#### Spiele
| Datum            |                       | Ergebnis |                       |
| ---------------- | --------------------- | -------- | --------------------- |
| 2. Februar 2025  | Tanjong Pagar United  | 1:2      | BG Pathum United FC   |
| 2. Februar 2025  | Geylang International | 4:5      | Balestier Khalsa      |
| 16. Februar 2025 | BG Pathum United FC   | 2:2      | Geylang International |
| 16. Februar 2025 | Lion City Sailors     | 4:1      | Tanjong Pagar United  |
| 2. März 2025     | Balestier Khalsa      | 1:2      | BG Pathum United FC   |
| 15. März 2025    | Tanjong Pagar United  | 1:0      | Geylang International |
| 15. März 2025    | Lion City Sailors     | 4:1      | Balestier Khalsa      |
| 27. März 2025    | Geylang International | 1:3      | Lion City Sailors     |
| 29. März 2025    | Balestier Khalsa      | 3:0      | Tanjong Pagar United  |
| 30. März 2025    | BG Pathum United FC   | 1:1      | Lion City Sailors     |

## Halbfinale
| Datum                    |                     | Gesamt |                   | Hinspiel | Rückspiel |
| ------------------------ | ------------------- | ------ | ----------------- | -------- | --------- |
| 16. April / 27. Mai 2025 | BG Pathum United FC | 3:4    | Tampines Rovers   | 1:1      | 2:3 n. V. |
| 21. Mai / 27. Mai 2025   | Brunei DPMM FC      | 2:5    | Lion City Sailors | 2:3      | 0:2       |

## Finale
| Datum        |                 | Ergebnis |                   |
| ------------ | --------------- | -------- | ----------------- |
| 31. Mai 2025 | Tampines Rovers | 0:1      | Lion City Sailors |

### Spielstatistik
| Paarung           | Tampines Rovers – Lion City Sailors |
| Ergebnis          | 0:1 (0:0) |
| Datum             | 31. Mai 2025 |
| Stadion           | Jalan Besar Stadium |
| Schiedsrichter    | Muhammad Taqi |
| Tore              | 0:1 Bart Ramselaar (49.) |
| Tampines Rovers   | Syazwan Buhari – Miloš Zlatković, Dylan Fox, Irfan Najeeb (89. Yasir Hanapi), Shuya Yamashita, Glenn Kweh (78. Taufik Suparno), Kyōga Nakamura, Shah Shahiran, Joel Chew (63. Faris Ramli), Itsuki Enomoto, Seia Kunori Cheftrainer: Gavin Lee                                   |
| Lion City Sailors | Zharfan Rohaizad – Bailey Wright, Toni Datković, Lionel Tan, Diogo Costa, Song Ui-young, Rui Pires, Bart Ramselaar (90.+5' Hariss Harun), Hami Syahin (78. Christopher van Huizen), Maxime Lestienne, Shawal Anuar (78. Abdul Rasaq) Cheftrainer: Aleksandar Ranković ( Serbien) |
| Gelbe Karten      | Miloš Zlatković (85.) – Song Ui-young (45.+1), Bart Ramselaar (90.+1) |
| Platzverweise     | Shah Shahiran (90.+4) – keine |

## Torschützenliste
| Platz | Spieler         | Mannschaft            | Tore |
| ----- | --------------- | --------------------- | ---- |
| 01.   | Tomoyuki Doi    | Geylang International | 6    |
| 01.   | Bart Ramselaar  | Lion City Sailors     | 6    |
| 01.   | Kōdai Tanaka    | Balestier Khalsa      | 6    |
| 04.   | Kaisei Ogawa    | Young Lions           | 5    |
| 05.   | Dāvis Ikaunieks | Brunei DPMM FC        | 4    |
| 06.   | Itsuki Enomoto  | Tampines Rovers       | 3    |
| 06.   | Lennart Thy     | Lion City Sailors     | 3    |

Stand: 31. Mai 2025